# Ventura Alvarado
Ventura Alvarado Aispuro (Phoenix, 16 agosto 1992) è un calciatore statunitense con passaporto messicano, difensore del Mazatlán.

## Palmares

### Club

#### Competizioni nazionali
- Campionato messicano: 2

América: Clausura 2013, Apertura 2014

#### Competizioni internazionali
- CONCACAF Champions League: 2

América: 2014-2015, 2015-2016